# Жирнов (Ташлинський район)
Жирно́в (рос. Жирнов) — селище у складі Ташлинського району Оренбурзької області, Росія.

## Населення
Населення — 305 осіб (2010; 373 у 2002).
Національний склад (станом на 2002 рік):
- росіяни — 46 %
- казахи — 34 %